# ナンジャモンジャ

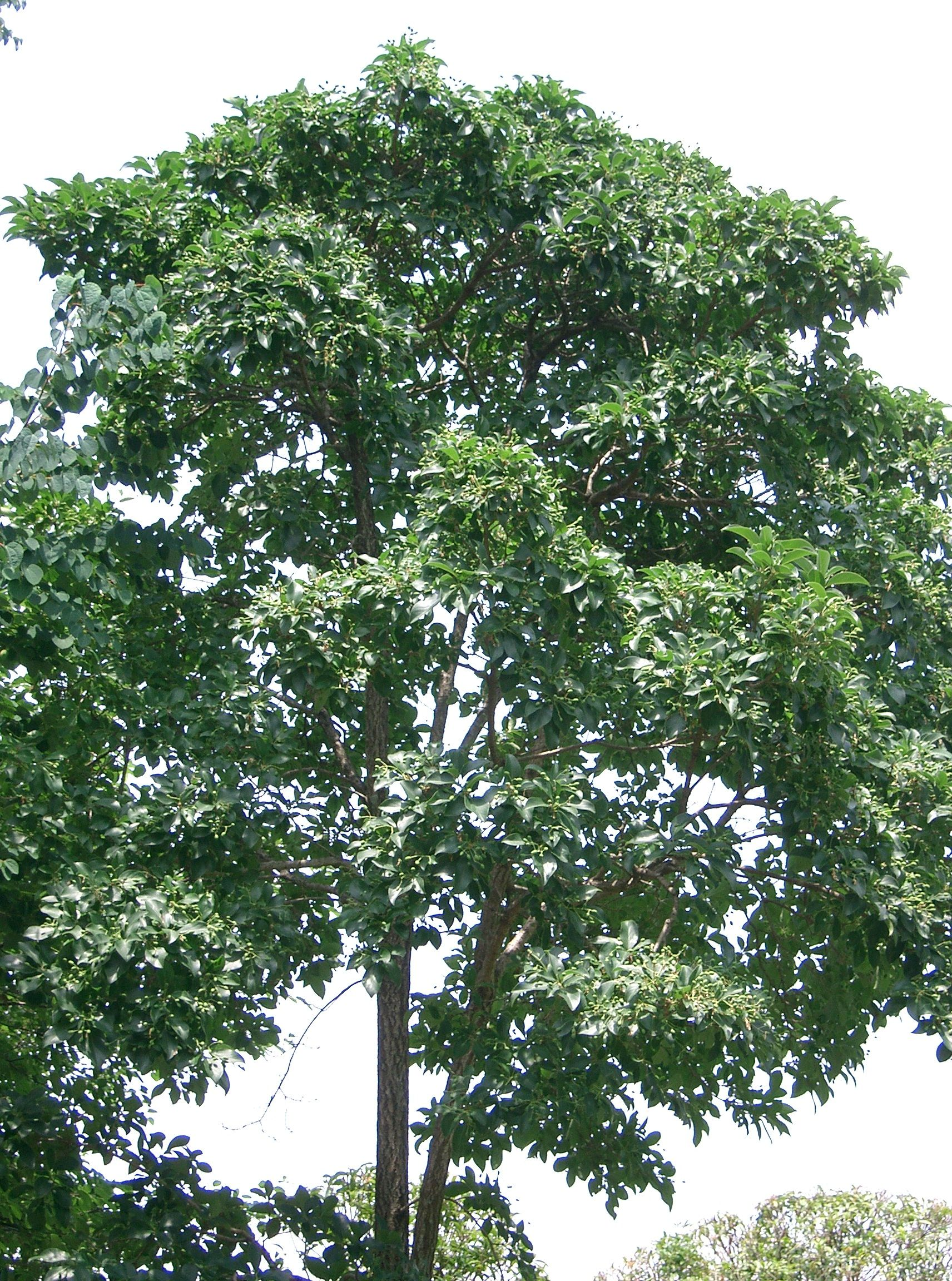
ナンジャモンジャの例、ヒトツバタゴ（大阪府）

ナンジャモンジャは、特定の場所に生えている見慣れない立派な植物、怪木や珍木に対して地元の人々が付けた愛称。すなわち、特定の植物の種名ではない。ヒトツバタゴを指すことが多いが他の樹種の場合もある。あんにゃもんにゃとも呼ばれる。

## 概要
「ナンジャモンジャ」と名付けられる植物の樹種は、ヒトツバタゴのほか、ニレ、イヌザクラ、ボダイジュなど様々である。
「ナンジャモンジャ」と称される理由について、民俗学では、元々は占いや神事に利用されていたもので、植物名で直接呼ぶことが憚られたものではないかとみる説がある。また、その地域に見かけない種類の樹木に「ナンジャモンジャ」と名付けられたともいう。
一説には、代表的な樹種であるヒトツバタゴで1枚の花弁が4つに分かれて4枚に見えることから「何だこれは」が「ナンジャモンジャ」になったという説がある。また一説には、神木の前を通りかかった水戸黄門が「この木はなんじゃ」と聞いたところ、地元の人が聞き取れず「なんじゃもんじゃ」と返答して、木の名前だと勘違いして広まったという話がある。

## 具体例
- 天津神明宮（千葉県鴨川市）- 樹種はマルバチシャノキ。
- 神崎神社（千葉県香取郡神崎町）- 樹種はクスノキ。「神崎の大クス」として国の天然記念物に指定されている[5]。
- 明治神宮外苑（東京都新宿区）- 樹種はヒトツバタゴ[6]。
- 御徒町公園（東京都台東区）- 樹種はヒトツバタゴ[7]。
- 深大寺（東京都調布市）- 樹種はヒトツバタゴ。
- 長光寺（神奈川県横浜市戸塚区）- 樹種はクロガネモチ。かながわ名木100選[8]。
- 神武寺（神奈川県逗子市）- 樹種はホルトノキ。かながわ名木100選[9]。
- 深見神社（神奈川県大和市）- 樹種はハルニレ。市指定天然記念物[10]。
- 半井驢庵屋敷跡（神奈川県海老名市）- 樹種はハルニレ。神奈川県指定天然記念物、かながわ名木100選（登録名は「有馬のハルニレ」）[11]。
- 成就院（神奈川県茅ヶ崎市甘沼）- 樹種はヒトツバタゴ。元東京大学総長茅誠司宅から死後に移植したものである[12]。この樹は白井光太郎の尽力で天然記念物に指定された樹の子孫の一つである。
- 五郎兵衛用水縁（長野県佐久市）矢島地区 - 樹種はハリモミ、市川五郎兵衛が上州より移植したと言う[13]。
- 虚空蔵山頂（長野県上田市） - 樹種はフジキ（マメ科フジキ属）[14]。1924年（大正13年）に小泉源一の調査で樹種が判明[14]。
- 上田市立塩尻小学校 - 樹種はフジキ（マメ科フジキ属）[14]。虚空蔵山の親木から育てられた[14]。
- 伊勢二ノ宮神社（長野県松本市） - 樹種はフジキ。長野県天然記念物[2]。
- 白山神社（岐阜県土岐市泉中窯町）- 樹種はヒトツバタゴ。国の天然記念物に指定（指定名称は「白山神社のハナノキおよびヒトツバタゴ」）[15]。
- 知立神社（愛知県知立市）- 樹種はヒトツバタゴ[16]。
- ミキモト真珠島（三重県鳥羽市）- 樹種はヒトツバタゴ[17]。
- 沙沙貴神社（滋賀県近江八幡市安土町）- 樹種はヒトツバタゴ[3]。
- 松江城（島根県松江市）- 樹種はヒトツバタゴ[18]。
- 東雲神社（愛媛県松山市）- 樹種はヒトツバタゴ。市指定天然記念物[19]。
- 古塔塚（福岡県朝倉市）- 樹種はタブノキ。県指定天然記念物[20]。
- 上対馬町鰐浦（長崎県対馬市）- 樹種はヒトツバタゴ。国の天然記念物に指定。日本最大の自生地とされる[21]。